# Arlene Howell
Arlene Howell, anche conosciuta come Eurlyne Howell, (Delhi, 25 ottobre 1939), è una modella statunitense, incoronata Miss Universo nel 1958.

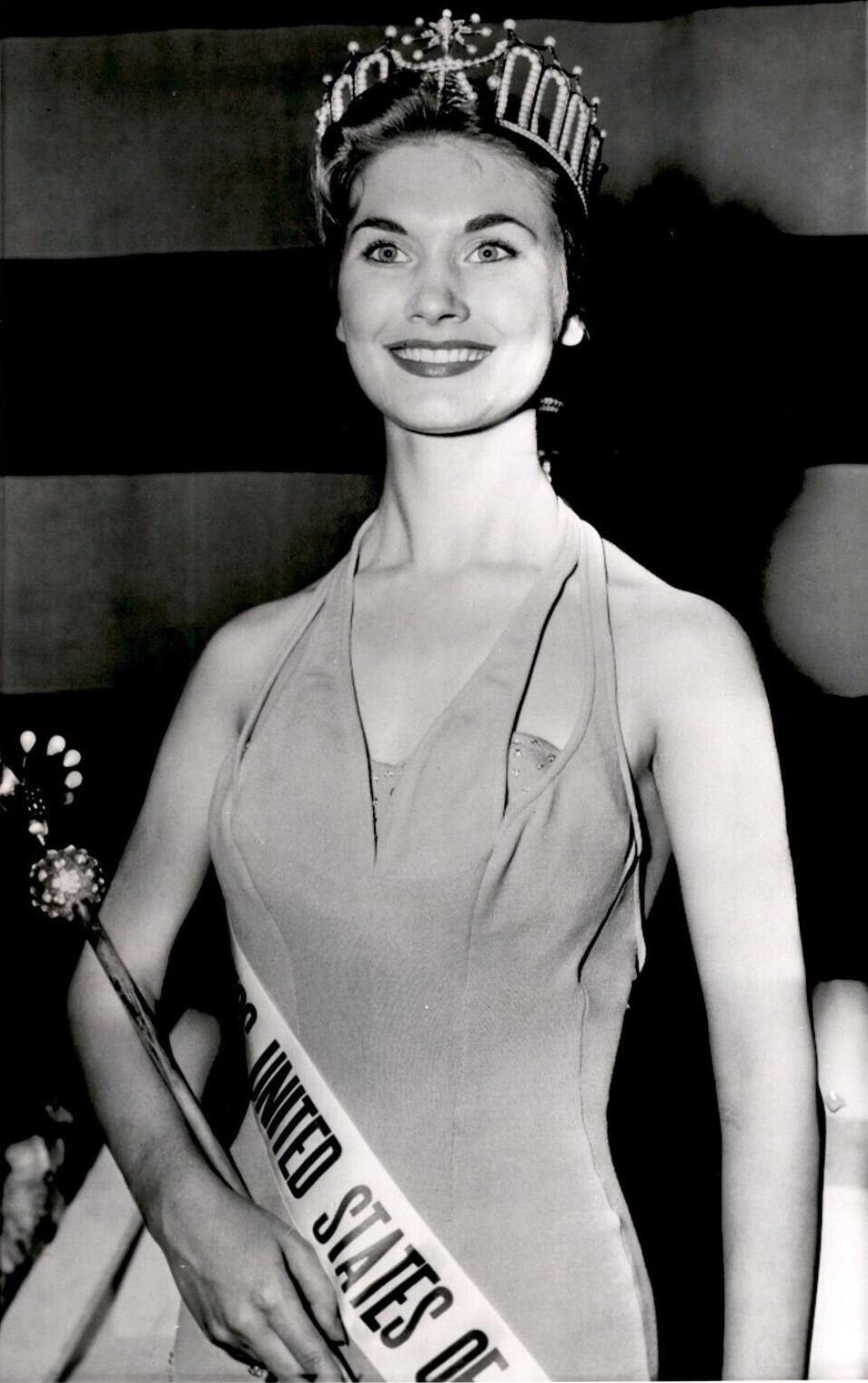
Arlene Howell

La Howell divenne la prima di tre Miss Louisiana a vincere anche il titolo di Miss USA. Nella stessa settimana in cui fu incoronata Miss USA, Arlene Howell partecipò anche a Miss Universo dove si piazzò al quarto posto.
In seguito la Howell intraprese la carriera di attrice. Fra i suoi ruoli più celebri si ricordano quello di Cindy Lou Brown nella serie televisiva Maverick e quello della segretaria Melody Lee Mercer nella serie del 1959 Bourbon Street Beat al fianco di Andrew Duggan, Richard Long e Van Williams.

## Filmografia parziale
- Maverick – serie TV, 4 episodi (1958-1959)